# Pierre Lyautey
Pour les articles homonymes, voir Lyautey.
Pierre Lyautey, né le 20 janvier 1893 à Châteaudun et mort le 1er novembre 1976 à Paris 16e, est un haut fonctionnaire, écrivain et journaliste français.

## Biographie

### Famille
Pierre Lyautey est le fils de Raoul Lyautey et de Marie Charlotte de Bouvier et le neveu du maréchal Lyautey, dont il a été l'exécuteur testamentaire, celui-ci étant décédé en 1934. Il s'est, en particulier, occupé de son inhumation à Rabat, a cherché à promouvoir sa notoriété posthume, a assuré la publication de sa correspondance et a été administrateur de sa propriété de Thorey-Lyautey.
Son père, Raoul Aimé Lyautey (29 juillet 1856-15 mars 1935) suivit la carrière des armes comme son frère ainé, le maréchal Lyautey. Elève de l'Ecole de Saint-Cyr puis de l'Ecole de Saumur et de l'Ecole de guerre, il fut officier de cavalerie et acheva sa carrière comme colonel de cuirassiers, après avoir servi dans les chasseurs à cheval et les hussards. Contrairement à son ainé, il effectua une carrière exclusivement métropolitaine dans l'est de la France et n'a participé à sa première et unique campagne qu'en 1914-1918. Il était commandeur de la Légion d'honneur et titulaire de la croix de guerre, de la croix du combattant, de la médaille commémorative de la guerre de 1914 et de la médaille interalliée. Il était domicilié à Nancy.  

### Jeunesse et études
De 1905 à 1910, il est pensionnaire à l'École des Roches, dont il sera plus tard membre de l'association des anciens élèves puis président de l'association (1919-1920) (AER), puis président du conseil d'administration de la société possédant l'école. Une fois ses études secondaires achevées, il s'inscrit à l'université de Paris, est licencié ès lettres et reçoit le diplôme de l'École libre des sciences politiques en 1913[source insuffisante].

### Parcours professionnel
Mobilisé en 1915, il est maréchal des logis puis officier au 19e dragons. Il mène après la guerre une brève carrière dans l'administration, comme chef de cabinet du directeur général des finances du Maroc, puis attaché au cabinet du ministre des finances Frédéric François-Marsal (1920). Il intègre ensuite à partir d'avril 1921 le cabinet du général Henri Gouraud, Haut-commissaire en Syrie et au Liban, comme responsable de ses services financiers puis chef du cabinet civil. Il perd ce dernier emploi du fait de restrictions budgétaires en décembre 1922.
Ce grand voyageur (Russie soviétique, États-Unis, Proche et Moyen-Orient, Inde, Indochine, Afrique du Nord, etc.) - ses voyages nourrissent ses écrits et ses causeries - rejoint ensuite le privé, comme publiciste, journaliste et conférencier, tout en menant une vie mondaine ; il dépeint d'ailleurs la « société parisienne » des années 1920 dans Le voyages de Paris. 
Parallèlement, il devient un administrateur d'associations et de syndicats patronaux : directeur-adjoint de l'Association des conseillers du commerce extérieur, de 1923 à 1925, puis directeur de l'Association de l'industrie et de l'agriculture françaises, de 1925 à 1933, appelé à ce poste pour rénover cette vieille association patronale et défendre les conceptions politiques favorables aux tarifs douaniers. Il est membre des cercles liés à cette dernière association : membre du comité de rédaction du journal La Réforme économique et du comité de la Société d'économie nationale (présidée par Lucien Romier), membre du comité central de la Confédération générale de la production française (CGPF), du Comité économique international, fondé en 1928 avec ces mêmes personnalités, éphémère rédacteur en chef du quotidien La Journée industrielle, porte-parole du patronat (il remplace à ce poste Claude-Joseph Gignoux, appelé au gouvernement). Il est aussi membre titulaire de la très libérale Société d'économie politique, à partir de 1933.
Dans la seconde moitié des années 1920 et au début des années 1930, il fait partie du Comité franco-allemand d'information et de documentation, fondé en mai 1926. Ce dernier comité rassemble des personnalités à la fois françaises et allemandes. Côté français, il groupe essentiellement des patrons, comme le président de la Confédération générale de la production française (CGPF), René-Paul Duchemin, un vice-président du Comité des forges (Théodore Laurent), un régent de la banque de France et président du syndicat général de l'industrie cotonnière (Ferdinand René Laederich, secrétaire général puis vice-président de l'Association de l'Association de l'industrie et de l'agriculture françaises), mais aussi des hommes de lettres et économistes tels Lucien Romier ou Wladimir d'Ormesson. « Tous ces hommes sont des nationalistes. (...) Le Comité en effet écarte (...) les internationalistes sans couleur », écrit Lyautey. Ces hommes ne veulent qu'écarter « les préjugés et les ignorances » entre Français et Allemands et aboutir à une « collaboration économique »: « S'il faut laisser aux rêveurs certains projets d'États-Unis d'Europe, il faut, sans se lasser, travailler à simplifier l'Europe économique ».
Il anime entre 1928 et 1930 et préside une éphémère Ligue Lorraine, qui entend faire oublier la dénomination périmée d'Alsace-Lorraine, fédérer les quatre départements lorrains et se veut à la fois régionaliste et patriote. C'est une émanation de la Société des Lorrains de Paris; Lyautey a contribué à fonder la ligue en décembre 1927 aux côtés notamment du jeune avocat parisien Édouard Frédéric-Dupont, directeur du Journal des Lorrains de Paris,. 
Il se lance en politique en 1932, sans succès. Il a d'abord songé à se présenter aux élections législatives à Lunéville - il anime diverses associations, agricoles notamment, dans cette circonscription où habite son père et où se trouve la propriété de son oncle, à Thorey-Lyautey - en 1928 et plus encore en 1932, à la place du baron Adrien de Turckheim, qui ne se résout pas à lui céder la place de candidat de la droite modérée malgré son échec en 1928. Il brigue en 1932 le siège de député de Cherbourg, en tant que « républicain de gauche » (droite modérée en fait, opposée à la « politique cartelliste »), à l'appel des représentants locaux de la Fédération républicaine et du Parti démocrate populaire. Mais en vain : il est battu dès le premier tour par le candidat sortant républicain-socialiste Pierre Appell.
Il est en même temps le créateur du congrès des Français résidant à l'étranger (lié à la Ligue maritime et coloniale), dont il est le secrétaire général puis le vice-président, et le conseiller de l'Union des Français de l'étranger d'Henry de Jouvenel - il intègre son comité directeur. Il est aussi vice-président puis président de la Fédération nationale des anciens combattants français résidant hors de France. Membre aussi du Comité du transsaharien et du comité national de la Semaine coloniale française (1928) et vice-président puis président en 1938 de l'association Le Maroc (fondée en 1919 sous les auspices de son oncle), qui organise des déjeuners à Paris où sont invités des hommes politiques, des Académiciens et des coloniaux qui défendent l'empire français. 
Il préside aussi la société des habitations à bon marché pour familles nombreuses, et est membre du comité de direction des Éclaireurs de France. 
Ses activités lui valent la croix de la Légion d'honneur en 1930, au titre du ministère du commerce. Croix remise par le général Gouraud. Il est promu officier en 1938, et ses insignes sont remis au Maroc par le général Charles Noguès. 
Durant l'Occupation, dans le quotidien Le Journal auquel il collabore, il critique en août 1940, alors que la Cour instituée pour le futur procès de Riom prend ses fonctions, les hauts-fonctionnaires du Quai d'Orsay comme Alexis Leger, tenu pour l'un des responsables de la débâcle, accusés d'avoir été « à la remorque » de la Tchécoslovaquie d'Edvard Beneš et du Royaume-Uni. Il semble être un temps maréchaliste, et accepte le poste de délégué de la Légion française des combattants à l'étranger. Il continue à militer au sein du Parti colonial, et entre au bureau du Comité de défense de la France d'outre-mer en juillet 1940 et est l'un des vice-présidents en 1942 du Comité national de la France d'outre-mer. 
Il rejoint le camp gaulliste en 1943, et sert comme officier de liaison des goums marocains durant la campagne d'Italie en 1944. En mai 1945 , il est décoré de la prestigieuse Distinguished Service Cross américaine pour sa conduite en mars 1945 avec les goums marocains,. 
Il épouse en 1946 Andrée de Luze (1902-1973), issue d'une famille girondine et protestante, et veuve du comte Max de Pourtalès. Il revient après la guerre à son activité de publiciste et de conférencier, ce qui lui vaut de présider la Société des gens de lettres de France (1964-65) et d'être candidat malheureux à deux reprises à l'Académie française, en 1958 et 1965. 
Ses écrits et ses conférences valorisent l'action des généraux de l'Empire colonial, celle de son oncle, des généraux Gouraud et Galliéni. Il est dans les années 1950 président de l'association France-Maroc, vice-président du syndicat professionnel de la presse française d'outre-mer, membre de l'Académie des sciences d'outre-mer, qu'il préside en 1975. Au Maroc, il collabore avant 1956 au quotidien Le Petit Marocain et est administrateur de plusieurs entreprises marocaines ; il était déjà avant la guerre administrateur de sociétés coloniales. Il est administrateur de la Banque commerciale du Maroc, de la Compagnie africaine agricole et minière, de la Manutention marocaine, de la Société des filatures et tissages marocains. Durant la guerre d'Algérie, il signe en octobre 1960 le Manifeste des intellectuels français pour la résistance à l'abandon dénonçant l'appui apporté au FLN par les signataires du Manifeste des 121 - ces « professeurs de trahison » - et défendant l'Algérie française. Il vote cependant pour le général de Gaulle en 1965. 
En avril 1971, il cosigne l'« appel aux enseignants » lancé par l'Institut d'études occidentales après la démission de Robert Flacelière de la direction de l'École normale supérieure.
Il est commandeur de la Légion d'honneur et titulaire des croix de guerre 1914-18 et 1939-45.

## Publications
- Le drame oriental et le rôle de la France, préface de Maurice Barrès, Société d'éditions géographiques, maritimes et coloniales, 1923, prix Thérouanne de l'Académie française en 1924
- Le voyage de Paris, Ed. des Portiques, 1929
- La bataille économique, Société d'éditions géographiques, maritimes et coloniales, 1929
- L'empire colonial français, Ed. de France, 1931, prix Bordin de l’Académie française en 1932
- Chine ou Japon, 1932-1933, Plon, 1933, prix Marcelin Guérin de l'Académie française en 1934
- Le cardinal Luçon, archevêque de Reims (1842-1930), Plon, 1934
- Révolution américaine, Hachette, 1934
- Survol des Amériques, Plon, 1937, prix Thérouanne de l’Académie française en 1938
- La mission en Espagne du Cardinal Gerlier 1941, Revue des Deux Mondes
- Espagne d'aujourd'hui - Notes d'un voyageur, Sequana, s.d. (1942)
- La Campagne d'Italie. souvenirs d'un goumier, Plon, 1945
- La Campagne de France, Plon, 1946
- Gouraud, Julliard, 1949, prix Montyon de l’Académie française
- Lyautey l'Africain: textes et lettres, Plon, 1953-57, prix Général-Muteau de l’Académie française en 1958
- Galliéni, Gallimard, 1959
- Les révolutions du Proche-Orient, Julliard, 1960
- Magdeleine de Médicis, la corsaire des îles d'or, Julliard, 1961
- L'armée, ce qu'elle est, ce qu'elle sera, Julliard, 1963
- Liban moderne, Julliard, 1964
- Charles de Foucauld, Ed. universitaires, 1966
- Je les ai connus, carrefour des lettres, 1974